# スティーブン・C・ヘイズ
スティーブン・C・ヘイズ（Steven C. Hayes）は、アメリカ合衆国の臨床心理学者、行動分析学者。ネバダ大学リノ校心理学部の名誉教授。関係フレーム理論（RFT）の提唱者として知られ、それを基盤とした心理療法アクセプタンス&コミットメント・セラピー（ACT）の考案者でもある。

## 経歴
ロヨラ・メリーマウント大学、ウェストバージニア大学大学院出身。
1976年から1986年までノースカロライナ大学グリーンズボロ校に勤務した後、1986年にネバダ大学リノ校に移籍。2023年7月をもって教育職を退任。
ヘイズは、初期の影響者として、学部時代の指導教員アーヴィング・ケスラー（Irving Kessler）、博士課程での指導教員ジョン・D・コーン（John D. Cone）、実習指導者であるデイビッド・H・バーロウ（David H. Barlow）、UNCグリーンズボロ校での同僚ローズマリー・O・ネルソン（Rosemery O. Nelson）およびアーロン・J・ブラウンスタイン（Aaron J. Brownstein）を挙げている。

## 表彰
- アメリカ心理学会第25部門より「基礎行動研究とその応用への顕著な貢献賞」
- 行動分析の進歩学会（SABA）より「科学の応用への影響賞」
- 行動および認知療法協会より「生涯業績賞」
- ネバダ大学リノ校「年間最優秀研究者賞」（1997年）
- ネバダ州高等教育委員会「中堅研究者賞」（2000年）
- 同委員会より「卓越したキャリア研究者賞」（2022年）[2]

## 著書
- 『Get Out of Your Mind and Into Your Life 』
- 『A Liberated Mind: How to Pivot Toward What Matters』

## 関連人物
- ステファン・ホフマン（英語版）